# Bonifacio Bembo
Pour les articles homonymes, voir Bembo et Famille Bembo.
Bonifacio Bembo né à Brescia (Lombardie) est un peintre italien et un enlumineur du XVe siècle qui a été actif entre 1447 et 1477.

## Biographie
Bonifacio Bembo (actif entre 1447 et 1477) est un peintre italien et miniaturiste du début de la Renaissance qui a été actif à Brescia et à Crémone.
Né à Brescia il s'est formé à l'école de style gothique tardif et a été influencé par le style Renaissance.
Après sa rencontre avec Gemiste Pléthon, il a été influencé par idéaux néoplatoniciens de ce dernier.
Ses tableaux comprennent les fresques de l'église de Saint-Augustin à Crémone et les portraits de Francesco I Sforza et de son épouse Bianca Maria Visconti (tous deux datés de 1462), visibles à la Pinacoteca di Brera de Milan. En 1476, il peint des fresques de La Procession des Mages et de l'Annonciation dans la chapelle du Collège Castiglioni à Pavie.
Il a aussi peint pour le cloître de La Colomba à Crémone.
Bembo est généralement considéré comme l'auteur d'un des fameux jeux de tarot Visconti-Sforza, dont le symbolisme reflète l'intérêt de Bembo pour le néoplatonisme.
Sa mort est datée de 1498, mais  d'autres sources la situent avant 1482.
Il est le frère de Benedetto Bembo et l'oncle de Giovanni Francesco Bembo, tous les deux peintres également.

## Œuvres
- Cartes du jeu de tarots de la cour de Milan, (v.1440), Milan, Pinacoteca di Brera ;
- Triptyque de La Nativité et du Couronnement de la Vierge et du Christ, Musée du Petit Palais, Avignon[4]